# Neukirchener Verlagsgesellschaft
Die Neukirchener Verlagsgesellschaft mbH ist ein christlicher Buchverlag mit Sitz in Neukirchen-Vluyn am Niederrhein, bestehend aus den Marken Neukirchener Aussaat und Neukirchener Theologie. Die Verlagsgesellschaft vertreibt ebenso die Produkte des Neukirchener Kalenderverlags und ist eine Tochtergesellschaft des Neukirchener Erziehungsvereins.

## Geschichte
1888 gründete der Neukirchener Erziehungsverein die Verlagsbuchhandlung, um seinem literaturmissionarischen Anliegen nachzukommen. Seit 1889 erscheint der Neukirchener Kalender jährlich, damals als Christlicher Hausfreund erstmals veröffentlicht. Der Christliche Jugendfreund, heute der Neukirchener Jugendkalender „live planer“, wurde 1911 erstmals veröffentlicht. Der erste Konstanzer Großdruckkalender erschien 1935. 1933 wurde der Christliche Verlag Carl Hirsch übernommen. Zwischen 1940 und 1945 wurde die verlegerische Tätigkeit verboten. Ab 1950 entwickelt sich der Neukirchener Verlag, heute Neukirchener Theologie, zu einem namhaften theologischen Verlag.
1983 entstand die Verlagsgesellschaft des Neukirchener Erziehungsvereins durch die Übernahme des 1891 gegründeten Aussaat- und Schriftenmissions-Verlages.
Die Neukirchener Kinder-Bibel von Irmgard Weth erschien 1989 zum ersten Mal. Bis 2011 wurden über 600.000 Exemplare verkauft.
1995 übernahm die Verlagsgesellschaft die 1933 gegründete Christliche Verlagsanstalt Konstanz, den Friedrich Bahn Verlag sowie die Edition Sonnenweg.
Seit 2007 firmiert der Verlag unter Neukirchener Verlagsgesellschaft mbH. 2010 nahm die Neukirchener Verlagsgesellschaft eine Neuordnung der Marken vor: Der Neukirchener Verlag erscheint nun unter Neukirchener Theologie, Neukirchener Verlagshaus und Aussaat-Verlag werden unter Neukirchener Aussaat zusammengeführt.
Im Juli 2016 wurde bekannt, dass die Verlagsgesellschaft ihr wissenschaftlich-theologisches Programm Neukirchener Theologie im September an den Verlag Vandenhoeck & Ruprecht verkauft.

## Logo
Seit 1845 steht der Pelikan als Symbol für den diakonischen Auftrag des Neukirchener Erziehungsvereins. Die Neukirchener Verlagsgesellschaft trägt den Pelikan ebenfalls im Logo. „Vivimus ex uno“ lautete das dazugehörige Motto bis 2010. Seitdem heißt es frei übersetzt „Leben aus dem Einen!“

## Struktur
Die Neukirchener Verlagsgesellschaft betreibt eine Neukirchener Versandbuchhandlung. Daneben betreibt der Neukirchener Erziehungsverein die Neukirchener Buchhandlung ebenfalls mit Sitz in Neukirchen-Vluyn.